# Quand gronde la colère
Pour plus de détails, voir Fiche technique et Distribution.
Quand gronde la colère (Never Let Go) est un film britannique réalisé par John Guillermin, sorti en 1960.

## Synopsis
John Cummings, un représentant en produits cosmétiques, se fait voler sa Ford Anglia. Contre toute attente il va tout faire pour démasquer les voleurs.

## Fiche technique
- Titre original : Never Let Go
- Titre français : Quand gronde la colère
- Réalisation : John Guillermin
- Scénario : Alun Falconer, d'après une histoire de John Guillermin et Peter De Sarigny
- Direction artistique : George Provis
- Costumes : Vi Murray
- Photographie : Christopher Challis
- Son : Len Page
- Montage : Ralph Sheldon
- Musique : John Barry
- Production : Peter De Sarigny
- Société de production : Independent Artists, Julian Wintle/Leslie Parkyn Productions
- Société de distribution : The Rank Organisation
- Pays d'origine :  Royaume-Uni
- Langue originale : anglais
- Format : Noir et blanc  — 35 mm — 1,66:1 — son mono
- Genre : Film policier
- Durée : 90 minutes
- Dates de sortie : 
  - Royaume-Uni : 7 juin 1960
  - France : 15 juin 1962

## Distribution
- Richard Todd : John Cummings
- Peter Sellers : Lionel Meadows
- Elizabeth Sellars : Anne Cummings
- Adam Faith : Tommy Towers
- Carol White : Jackie
- Mervyn Johns : Alfie Barnes
- Noel Willman : Inspecteur Thomas